# Ernst-Reuter-Platz (stacja metra)
Ernst-Reuter-Platz – stacja metra w Berlinie, w dzielnicy Charlottenburg, w okręgu administracyjnym Charlottenburg-Wilmersdorf na linii U2. Stacja została otwarta w 1902.